# Henry Wassén
Sven Henry Wassén, nació el 24 de agosto de 1908 en Gotemburgo y falleció el 13 de marzo de 1996 en la parroquia Vasa de Gotemburgo, fue un antropólogo social y director de museo sueco.

## Biografía
Wassén, hijo de un comerciante, finalizó el instituto en  1928 y se licenció en filosofía en la Universidad de Gotemburgo en 1936. Comenzó su carrera profesional como asistente en el Museo Etnográfico de Gotemburgo en 1930 y se convirtió en curador allí en 1954. Posteriormente fue director del museo entre 1968 y 1973 y obtuvo el título de profesor universitario en 1972.
Wassén realizó varias expediciones científicas a Colombia, Panamá y Centroamérica, entre otros.
Aparte de su trabajo en el museo, Wassén ocupó varios puestos de confianza y fue miembro de la junta directiva de la asociación de museos de Suecia y presidente del correspondiente grupo en Gotemburgo, así como miembro de la junta directiva del Museo Marítimo de Gotemburgo. Además fue miembro correspondiente de la Academia Colombiana de Ciencias y de la Academia Colombiana de la Historia así como miembro de sociedades científicas de Argentina, Brasil, Colombia, Guatemala, Panamá, Perú y México.
En relación a su labor científica, Wassén publicó una larga serie de libros, parcialmente de carácter divulgativo.
Henry Wassén está enterrado en una tumba familiar en el cementerio Västra kyrkgården, Gotemburgo.